# Magurycz Mały
Magurycz Mały (698 m n.p.m.) – zalesiony szczyt górski leżący wspólnie z Maguryczem Dużym we wschodniej części Pasma Magurskiego, leżącym w paśmie górskim Beskidu Niskiego, nie przedstawiający żadnych walorów rekracyjnych i widokowych.